# Nick Patterson
Nicholas James Patterson (* 9. Juni 1947 in London), genannt „Nick“, ist ein amerikanischer Mathematiker, Biomathematiker und Genetiker. In jungen Jahren arbeitete er als Kryptoanalytiker bei den Government Communications Headquarters (GCHQ) in Cheltenham und er war Schachspieler, unter anderem irischer Schachmeister. Seine bisher höchste Elo-Zahl erreichte er Anfang 1978 mit 2360.

## Leben
Als Kind irischer Eltern kurz nach dem Zweiten Weltkrieg in der Hauptstadt des Vereinigten Königreichs geboren, wurde im Jahr 1949 bei dem zweijährigen Nick eine angeborene Knochenerkrankung diagnostiziert, die die linke Seite seines Schädels verzerrte. Sein linkes Auge ist blind. Er entwickelte sich zum Wunderkind im Schach und erzielte im Schulfach Mathematik Bestnoten. Im Jahr 1969 wurde er irischer Meister im Schach. Ein Jahr später spielte er bei der Schacholympiade 1970 in Siegen für die irische Mannschaft. In seiner Partie am Spitzenbrett gegen den damaligen Weltklassespieler Bent Larsen gelang ihm mit Schwarz ein Remis in 93 Zügen.
Nachdem er an der University of Cambridge seinen Bachelor of Arts (B.A.) erhalten hatte, promovierte er dort im Jahr 1973 im Fach Mathematik zum Doctor of Philosophy (Ph.D.). Das Thema seiner Dissertation lautete On Conway’s Group .O and Some Other Groups. Sein Doktorvater war John Griggs Thompson.
Bereits ein Jahr zuvor, 1972, hatte er mit seiner Arbeit als professioneller Codebreaker für die GCHQ begonnen, der Nachfolgeorganisation der heute berühmten Government Code and Cypher School (GC&CS) in Bletchley Park, an der unter anderem Alan Turing (1912–1954) gewirkt hatte. Pattersons Arbeitsergebnisse sind dort noch immer als Top Secret unter Verschluss.
Im Jahr 1993 wechselte er das Betätigungsfeld und arbeitete mehrere Jahre lang für Renaissance Technologies, eine 1982 von Jim Simons gegründete amerikanische Investmentgesellschaft, deren Hedgefonds Medallion Fund 2020 mit einem verwalteten Vermögen von 70 Mrd. US-Dollar zu den profitabelsten der Welt gehört.
Im Jahr 2001 entschloss er sich, als Mathematiker auf dem Gebiet der theoretischen Biologie tätig zu werden und ging zum Broad Institute, einem gemeinsamen Forschungszentrum der Harvard University und dem Massachusetts Institute of Technology (MIT). Als Genetiker war es nun sein Ziel, den vielleicht am schwierigsten zu knackenden „Geheimcode“ von allen zu entziffern – das menschliche Genom. Nick Patterson gehört zu der Gruppe von Wissenschaftlern, die 2010 das Neandertaler-Genom sequenziert haben. Diese Studien haben einige unerwartete Tatsachen über die Kreuzung von archaischen und modernen Menschen aufgedeckt sowie ein besseres Verständnis für die Stammesgeschichte des Menschen und frühe menschliche Migrationen erbracht.
Nach Kryptanalyse und Fondsmanagement war er somit auf einem dritten Arbeitsgebiet höchst erfolgreich. Sein Kommentar:

“I’m a data guy. What I know about is how to analyze big, complicated data sets.”

„Ich bin ein Daten-Typ. Ich weiß, wie man große, komplizierte Datensätze analysiert.“

Nach Ansicht von Nick Patterson ist der „Code des Lebens“ aufgrund seiner Komplexität die offenste kryptografische Herausforderung; jedoch unterscheidet sich die Genomik vom Codebrechen in einem wesentlichen Punkt: Kein Gegner maskiert absichtlich die Bedeutung der DNA, aber „es ist eine sehr große Botschaft“ (englisch It’s a very big message).